# Schloss Marklkofen
Das abgegangene Schloss Marklkofen befand sich in Marklkofen, einer niederbayerischen Gemeinde im Landkreis Dingolfing-Landau. Das verebnete und überbaute Schlossareal befindet sich 180 m östlich der Pfarrkirche Mariä Himmelfahrt; heute liegt das ehemalige Burgareal zwischen der Hauptstraße und der Raiffeisenstraße. Die Anlage wird als Bodendenkmal unter der Aktennummer D-2-7441-0247 im Bayernatlas als „untertägige Befunde des Mittelalters und der frühen Neuzeit im Bereich eines abgegangenen Adelssitzes in Marklkofen“ geführt.

## Geschichte
Das Schloss Marklkofen war der Sitz der Zachreis von der Lieb (eig. Liebertsöd, ein Ortsteil von Marklkofen). Als erster dieser Familie erscheint 1367 ein Eglof Zachreis. Sein Sohn oder Bruder Wilhelm Zachreis verstarb 1423 in Marklkofen und wurde hier auch begraben. Der Sitz wird 1498 genannt, als Meister Hanns Margk, Pfarrer zu Frontenhausen, und andere beurkundeten, dass Martin und Adam Zachreis sich über den von ihrer Mutter, Elisabeth Zachreis, hinterlassenen Sitz geeinigt haben. Vor 1612, dem Todesjahr der Maria Magdalena Zachreisin von Marklkofen und Reicheneibach, die mit Wolfgang Tattenbeck zu Tattenbach verheiratet war, kam der Sitz an die Tattenbachs. Nach deren Aussterben gelangte der Sitz an die Arcos. Sidonia Zachreisin brachte den Sitz wieder in ihre Hand; durch ihre Heirat mit Johann Georg von Puchberg erhielt dieser um 1600 Besitzrechte in Marklkofen. 1609 kaufte er das zweite Schloss in Marklkofen, das sogenannte Thurmschloss. 1649 erlosch die Familie der Puchberger mit Hans Wilhelm Puchberg. Dessen Tochter Sidonia war mit Franz Freiherrn von Gumppenberg verheiratet und sie bewohnten das Thurmschloss zu Marklkofen. Durch die Heirat der Johanna Franziska von Gumppenberg mit Johann Wilhelm Freiherrn von Lerchenfeld zu Gebelkofen kam die Hofmark an die Lerchenfelds, dann an die Machtling und schließlich nach 1743 an die Freiherrn von Imsland. Daher wurde dieser Adelssitz auch Imslandschloss genannt.

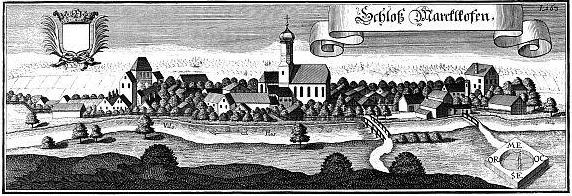
Schloss Marklkofen nach einem Stich von Michael Wening (1723)

In Marklkofen befanden sich vier Adelssitze (Burgstall Marklkofen I, Burgstall Marklkofen II, Schloss Marklkofen, eventuell Turmhügel Marklkofen). Im 19. Jahrhundert sind alle aufgegeben worden, da die Einnahmen aus den zugehörenden Liegenschaften gering waren und nur wenig einbrachten. Alle sind im 19. Jahrhundert von ihren Besitzern auf Abbruch verkauft worden.